# شهرداری آنکاران
شهرداری آنکاران (به لاتین: Municipality of Ankaran) یک منطقهٔ مسکونی در اسلوونی است که در اسلوونی واقع شده‌است. شهرداری آنکاران ۸٫۰ کیلومتر مربع مساحت و ۳٬۲۲۷ نفر جمعیت دارد.